# Suzuki Ignis
Suzuki Ignis (fra latin ignis "brand", i Japan også Suzuki Swift SE-Z) er en personbilsmodel fra den japanske bil- og motorcykelfabrikant Suzuki bygget først mellem efteråret 2000 og slutningen af 2007, og i tredje generation fra 2016. Bilen er en lille SUV, som både findes med for- eller firehjulstræk. Den anden generation var udviklet i samarbejde med Subaru og Holden, og derfor blev Ignis med lette modifikationer også solgt som Subaru G3X Justy og i Australien som Holden Cruze. Mellem 2001 og 2006 blev Ignis også solgt som Chevrolet Cruze i Japan (den japanske Cruze havde dog intet at gøre med den senere europæiske bilmodel med samme navn).

## Første generation
Den første generation af Ignis (type FH) blev mellem oktober 2000 og 2003 solgt som tre- og femdørs hatchback. Tredørsmodellen blev solgt sideløbende med efterfølgeren som Ignis Sport/type HT81S med 80 kW (109 hk).
Ignis I blev i Japan også solgt som Mazda Laputa.
- Suzuki Ignis tredørs (2000–2003)
- Suzuki Swift SE-Z femdørs (2000–2004)

### Ignis Sport
I 2003 kom Ignis Sport, som var baseret på den almindelige tredørsmodel, på markedet. Modellen var forsynet med emblemet "Ignis Sport" og den samme 1,5-litersmotor som den normale Ignis. Motoren havde på det europæiske marked 80 kW (109 hk), og i Japan og Storbritannien 85 kW (115 hk).
Sport var anderledes udstyret med blandt andet bodykit, hækspoiler, en undervogn med et fem centimeter sænket karrosseri og hårdere fjedre, en kortere udvekslet gearkasse, sportsudstødning, hvide 15" alufælge fra fabrikanten Enkei, Recaro-sportssæder, læderbetrukket rat og gearknop samt hvide instrumentskiver med blå LED-belysning og carbonelementer. Ignis Sport blev frem til 2005 bygget i Japan og fandtes i farverne rød, blå, sølv, sort og gul. Ekstraudstyrslisten omfattede udelukkende metalpedaler, klimaanlæg, højttalere bagi og en frontgrill uden emblem. I Schweiz fandtes Ignis Sport også i versionen ZR2 med 17" alufælge, kompressor og 110 kW (150 hk).
Ignis blev i stærkt modificeret form også indsat i rallysportens Super 1600-klasse. Rallyversionen havde 157 kW (213 hk), sekventiel sekstrinsgearkasse, en egenvægt på 1000 kg og en accelerationstid fra 0 til 100 km/t på 4,5 sekunder. I dag kører stærkt modificerede serieproducerede Ignis'er stadigvæk i rallysportens gruppe N.
Ignis Sport medvirker i PlayStation 2-spillene Kaidō Racer og Kaidō Racer 2 under sit japanske navn "Swift".

### Tekniske data
|                                                | 1.3                             | 1.5 Sport                |
| Byggeår                                        | 2000–2003                       | 2003–2005                |
| Motordata                                      |                                 |                          |
| Motortype                                      | R4-benzinmotor                  | R4-benzinmotor           |
| Antal ventiler pr. cylinder                    | 4                               | 4                        |
| Ventilstyring                                  | DOHC, kæde                      | DOHC, kæde               |
| Fødesystem                                     | Multipoint-indsprøjtning        | Multipoint-indsprøjtning |
| Trykladning                                    | –                               | –                        |
| Køling                                         | Vandkøling                      | Vandkøling               |
| Boring × slaglængde                            | 78,0 × 69,5 mm                  | 78,0 × 78,0 mm           |
| Slagvolume                                     | 1328 cm³                        | 1490 cm³                 |
| Kompressionsforhold                            | 9,5:1                           | 11,0:1                   |
| Maks. effekt ved omdr./min.                    | 61 kW (83 hk) 5500              | 80 kW (109 hk) 6400      |
| Maks. drejningsmoment ved omdr./min.           | 110 Nm 3500                     | 140 Nm 4100              |
| Kraftoverførsel                                |                                 |                          |
| Drivende hjul (standardudstyr)                 | Forhjul                         | Forhjul                  |
| Drivende hjul (ekstraudstyr)                   | Alle                            | –                        |
| Gearkasse                                      | 5-trins manuel                  | 5-trins manuel           |
| Præstationer                                   |                                 |                          |
| Topfart                                        | 160 km/t [155 km/t]             | 185 km/t                 |
| Acceleration 0-100 km/t                        | 11,4 sek.                       | 8,9 sek.                 |
| Brændstofforbrug pr. 100 km ved blandet kørsel | 6,4 liter [6,9 liter] Blyfri 95 | 6,9 liter Blyfri 95      |

1. ↑  Værdier i kantede parenteser gælder for versioner med firehjulstræk

## Anden generation
Den i joint venture med Subaru og Holden byggede anden generation (type MH) var ikke en komplet nyudvikling, men nærmere et meget omfattende facelift af modellen fra 2000. Så det komplette frontparti med forskærme, forlygter, kølergrill og kofangere blev modificeret. Den tredje siderude blev med en sort forklædning optisk forstørret og dannede sammen med de højere baglygter og den uændrede bagrude én enhed. Desuden indeholdt de nye hækskørter ud over tågebaglygten en baklygte. Udover nye udvendige farver blev også kabinen opfrisket; derudover kunne den faceliftede Ignis også fås med en dieselmotor med 69 hk fra Fiat/GM. Samtidig med faceliftet blev tredørsversionen taget af programmet.
Sideløbende med Ignis blev efterfølgeren Suzuki SX4 bygget siden midten af 2006, hvorfor produktionen og salget af Ignis blev indstillet i december 2007.
- Ignis bagfra
- Chevrolet Cruze
(2001–2006)
- Subaru G3X Justy

### Tekniske data
|                                                | 1.3                      | 1.5                             | 1.3 Diesel                |
| Byggeår                                        | 2003–2007                | 2003–2007                       | 2003–2007                 |
| Motordata                                      |                          |                                 |                           |
| Motortype                                      | R4-benzinmotor           | R4-benzinmotor                  | R4-dieselmotor            |
| Antal ventiler pr. cylinder                    | 4                        | 4                               | 4                         |
| Ventilstyring                                  | DOHC, kæde               | DOHC, kæde                      | DOHC, kæde                |
| Fødesystem                                     | Multipoint-indsprøjtning | Multipoint-indsprøjtning        | Commonrail                |
| Trykladning                                    | –                        | –                               | Turbolader, ladeluftkøler |
| Køling                                         | Vandkøling               | Vandkøling                      | Vandkøling                |
| Boring × slaglængde                            | 78,0 × 69,5 mm           | 78,0 × 78,0 mm                  | 69,6 × 82,0 mm            |
| Slagvolume                                     | 1328 cm³                 | 1490 cm³                        | 1248 cm³                  |
| Kompressionsforhold                            | 9,5:1                    | 9,5:1                           | 18,0:1                    |
| Maks. effekt ved omdr./min.                    | 69 kW (94 hk) 6000       | 73 kW (99 hk) 5900              | 51 kW (69 hk) 4000        |
| Maks. drejningsmoment ved omdr./min.           | 118 Nm 4100              | 133 Nm 4100                     | 170 Nm 1750               |
| Kraftoverførsel                                |                          |                                 |                           |
| Drivende hjul (standardudstyr)                 | Forhjul                  | Forhjul                         | Forhjul                   |
| Drivende hjul (ekstraudstyr)                   | –                        | Alle                            | –                         |
| Gearkasse (standardudstyr)                     | 5-trins manuel           | 5-trins manuel                  | 5-trins manuel            |
| Gearkasse (ekstraudstyr)                       | –                        | 4-trins automatisk              | –                         |
| Præstationer                                   |                          |                                 |                           |
| Topfart                                        | 160 km/t                 | 170 km/t (165 km/t)             | 155 km/t                  |
| Acceleration 0-100 km/t                        | 11,1 sek.                | 10,4 sek. (11,0 sek.)           | 15,0 sek.                 |
| Brændstofforbrug pr. 100 km ved blandet kørsel | 6,5 liter Blyfri 95      | 6,7 liter (7,2 liter) Blyfri 95 | 5,0 liter Diesel          |

1. ↑  Værdier i parentes gælder for versioner med automatgear

## Tredje generation
I marts 2015 introducerede Suzuki den firehjulstrukne prototype Suzuki iM-4 på Geneve Motor Show. I oktober måned samme år blev serieversionen (type MF) præsenteret på Tokyo Motor Show som tredje generation af Ignis. Produktionen startede i oktober 2016, og bilen kom ud til de danske forhandlere i marts 2017.
Ved introduktionen blev den firepersoners bil i første omgang solgt som en Intro Edition.
I starten af 2020 introducerede Suzuki en faceliftet version af Ignis med ny motor og mindre modifikationer fortil og bagtil. Den eneste forskel i kabinen er en anden farvesammensætning.
- Ignis bagfra
- Suzuki Ignis (2020−)
- Ignis Trail Concept

### Sikkerhed
I 2016 blev Suzuki Ignis testet af Euro NCAP. I basisudgaven fik Ignis tre stjerner ud af fem mulige. Da modellen som ekstraudstyr kan leveres med sikkerhedspakke, blev Ignis også testet med denne og fik ved denne test fem stjerner ud af fem mulige.

### Tekniske data
|                                                | 1.2 Hybrid                      | 1.2 ALLGRIP              | 1.2                          | 1.2                             | 1.2 SHVS                 | 1.2 SHVS                 | 1.2 ALLGRIP              | 1.2 ALLGRIP              |
| Byggeår                                        | 4/2020–                         | 4/2020–                  | 10/2016–8/2018               | 9/2018–3/2020                   | 10/2016–8/2018           | 9/2018–3/2020            | 10/2016–8/2018           | 9/2018–3/2020            |
| Motordata                                      |                                 |                          |                              |                                 |                          |                          |                          |                          |
| Motorkode                                      | K12D                            | K12D                     | K12C                         | K12C                            | K12C                     | K12C                     | K12C                     | K12C                     |
| Motortype                                      | R4-benzinmotor                  | R4-benzinmotor           | R4-benzinmotor               | R4-benzinmotor                  | R4-benzinmotor           | R4-benzinmotor           | R4-benzinmotor           | R4-benzinmotor           |
| Antal ventiler pr. cylinder                    | 4                               | 4                        | 4                            | 4                               | 4                        | 4                        | 4                        | 4                        |
| Ventilstyring                                  |                                 |                          | DOHC, kæde                   | DOHC, kæde                      | DOHC, kæde               | DOHC, kæde               | DOHC, kæde               | DOHC, kæde               |
| Fødesystem                                     | Multipoint-indsprøjtning        | Multipoint-indsprøjtning | Multipoint-indsprøjtning     | Multipoint-indsprøjtning        | Multipoint-indsprøjtning | Multipoint-indsprøjtning | Multipoint-indsprøjtning | Multipoint-indsprøjtning |
| Trykladning                                    | –                               | –                        | –                            | –                               | –                        | –                        | –                        | –                        |
| Køling                                         | Vandkøling                      | Vandkøling               | Vandkøling                   | Vandkøling                      | Vandkøling               | Vandkøling               | Vandkøling               | Vandkøling               |
| Boring × slaglængde                            |                                 |                          | 73,0 × 74,2 mm               | 73,0 × 74,2 mm                  | 73,0 × 74,2 mm           | 73,0 × 74,2 mm           | 73,0 × 74,2 mm           | 73,0 × 74,2 mm           |
| Slagvolume                                     | 1197 cm³                        | 1197 cm³                 | 1242 cm³                     | 1242 cm³                        | 1242 cm³                 | 1242 cm³                 | 1242 cm³                 | 1242 cm³                 |
| Kompressionsforhold                            |                                 |                          | 12,5:1                       | 12,5:1                          | 12,5:1                   | 12,5:1                   | 12,5:1                   | 12,5:1                   |
| Maks. effekt ved omdr./min.                    | 61 kW (83 hk) 6000              | 61 kW (83 hk) 6000       | 66 kW (90 hk) 6000           | 66 kW (90 hk) 6000              | 66 kW (90 hk) 6000       | 66 kW (90 hk) 6000       | 66 kW (90 hk) 6000       | 66 kW (90 hk) 6000       |
| Maks. drejningsmoment ved omdr./min.           | 107 Nm 2800                     | 107 Nm 2800              | 120 Nm 4400                  | 120 Nm 4400                     | 120 Nm 4400              | 120 Nm 4400              | 120 Nm 4400              | 120 Nm 4400              |
| Udstødningsnorm                                | Euro 6d                         | Euro 6d                  | Euro 6                       | Euro 6d-TEMP                    | Euro 6                   | Euro 6d-TEMP             | Euro 6                   | Euro 6d-TEMP             |
| Kraftoverførsel                                |                                 |                          |                              |                                 |                          |                          |                          |                          |
| Drivende hjul                                  | Forhjul                         | Alle                     | Forhjul                      | Forhjul                         | Forhjul                  | Forhjul                  | Alle                     | Alle                     |
| Gearkasse (standardudstyr)                     | 5-trins manuel                  | 5-trins manuel           | 5-trins manuel               | 5-trins manuel                  | 5-trins manuel           | 5-trins manuel           | 5-trins manuel           | 5-trins manuel           |
| Gearkasse (ekstraudstyr)                       | Trinløs                         | –                        | 5-trins automatiseret manuel | 5-trins automatiseret manuel    | –                        | –                        | –                        | –                        |
| Præstationer                                   |                                 |                          |                              |                                 |                          |                          |                          |                          |
| Topfart                                        | 165 km/t                        | 165 km/t                 | 170 km/t                     | 170 km/t                        | 170 km/t                 | 170 km/t                 | 165 km/t                 | 165 km/t                 |
| Acceleration 0-100 km/t                        | 12,7 sek.                       | 12,8 sek.                | 12,2 sek.                    | 12,2 sek.                       | 11,8 sek.                | 11,8 sek.                | 11,9 sek.                | 11,9 sek.                |
| Brændstofforbrug pr. 100 km ved blandet kørsel | 3,9 liter (4,3 liter) Blyfri 95 | 4,2 liter Blyfri 95      | 4,6 liter Blyfri 95          | 4,7 liter (4,8 liter) Blyfri 95 | 4,3 liter Blyfri 95      | 4,3 liter Blyfri 95      | 5,0 liter Blyfri 95      | 5,2 liter Blyfri 95      |
| CO2-udslip ved blandet kørsel                  | 89 g/km (97 g/km)               | 95 g/km                  | 104 g/km                     | 107 g/km (109 g/km)             | 97 g/km                  | 98 g/km                  | 114 g/km                 | 118 g/km                 |

1. ↑  Værdier i parentes gælder for versioner med trinløs eller automatiseret manuel gearkasse

ALLGRIP-modellen med 83 hk findes også som mildhybrid.